# NGC 7490
NGC 7490 ist eine Spiralgalaxie vom Hubble-Typ Sbc im Sternbild Pegasus. Sie ist schätzungsweise 287 Millionen Lichtjahre von der Milchstraße entfernt.
Das Objekt wurde am 11. Oktober 1879 von Edouard Stephan entdeckt.